# 山口賢人
山口 賢人（やまぐち けんと、1987年10月12日 - ）は、日本の俳優、ミュージシャンである。東京都出身。スペースクラフト・エンタテインメント所属。

## 人物
身長177cm。血液型A型。
特技はギター、馬術。
2016年、ハイパープロジェクション演劇「ハイキュー!!」での共演をきっかけに、俳優塩田康平とロックバンド「BUCKS」を結成。
2022年2月、アパレルブランド「NOISESCAPE」を発表。
2022年11月、弟であるギタリストのYuto Kosakaとサウンドクリエイトユニット「PPP」を発表。
2022年12月には、東京・国立代々木競技場第2体育館で開催された藤波辰爾50周年記念大会　ドラディション「TATSUMI FUJINAMI 50th ANNIVERSARY THE NEVER GIVE UP TOUR FINAL」でのオープニング楽曲の制作を担当。また、同大会にて藤波辰爾の入場で使用された歴代の入場曲からアントニオ猪木のテーマ曲「炎のファイター」に繋いだオリジナルリミックスも担当した。

## 主な出演作

### ドラマ
- 宮部みゆきミステリー パーフェクト・ブルー 第3話（2012年10月22日、TBS）
- 恋愛ゼミ〜男と女のオキテ〜（NHK BSプレミアム）
- 私たちがプロポーズされないのには、101の理由があってだな Season2 第8話（2015年10月21日、LaLa TV） - 大森 役
- インスタント・リア充（BS-TBS）
- インスタント・リア充2（BS-TBS）
- インスタント・リア充3（BS-TBS）
- シークレット・フィットネス −不倫でキレイになりましょう-(2025年、FANY:D) -ショウゴ 役

### 映画
- 流れる雲よ（2011年）
- EDEN（2012年）
- 超高速!参勤交代（2014年）
- 種まく旅人 くにうみの郷（2015年）
- 夢二　愛のとばしり（2016年） - 東郷青児 役
- イタズラなkiss THE MOVE 2 キャンパス編（2017年） - 林部長 役

### 舞台

#### 2009年
- パッチギ!（新国立劇場 中劇場）

#### 2010年
- 流れる雲よ（全労済ホール スペース・ゼロ）
- おーい！竜馬（シアターサンモール）

#### 2011年
- ミュージカル三銃士（日生劇場）

#### 2012年
- オレンジ 命の奇跡（博品館劇場）

#### 2013年
- Juliet（Air studio）
- 『WiZ』華麗・衝撃・感動のイリュージョンマジックショー（千葉県銚子市青少年文化会館大ホール）

#### 2014年
- 旦那er’s High!（シアターグリーン BOXinBOX）
- 弱漢たち〜新撰組外伝半人前史書〜（キンケロシアター） - 沖田総司 役
- Earth Rise〜世界のはじまりに君に逢いにいく〜（六行会ホール）

#### 2015年
- 神様のおしごと（俳優座劇場）
- 倫敦影奇譚シャーロック・ホームズ 〜銀髪の使者と七人の容疑者（6月17日 - 21日、六行会ホール） - マイクロフト・ホームズ 役
- ハイパープロジェクション演劇「ハイキュー!!」 - 嶋田誠 役[2]
  - 「ハイキュー!!」（11月14日 - 12月13日、AiiA 2.5 Theater Tokyo 他）[3]

#### 2016年
- ハイパープロジェクション演劇「ハイキュー!!」 - 嶋田誠 役[2]
  - 「ハイキュー!!」“頂の景色”（4月8日 - 5月8日、AiiA 2.5 Theater Tokyo 他）[4]
  - 「ハイキュー!!」“烏野、復活！”（10月28日 - 12月4日、AiiA 2.5 Theater Tokyo 他）[5][6]
- 上手（8月26日 - 28日、俳優座劇場）

#### 2017年
- ハイパープロジェクション演劇「ハイキュー!!」 - 嶋田誠 役[2]
  - 「ハイキュー!!」“勝者と敗者”（3月24日 - 5月7日、TOKYO DOME CITY HALL 他）[7][8]
  - 「ハイキュー!!」“進化の夏”（9月8日 - 10月29日、TOKYO DOME CITY HALL 他）[9][10]
- potluck 13（11月21日、原宿ASTRO HALL）
- トワイスアップ～自分を偽るそんな夜に本音を語れる雪が降る～（12月8日 - 10日、浅草六区ゆめまち劇場）

#### 2018年
- スチールシネマ朗読劇「最果てリストランテ」（4月11日、TOKYO FM HALL）
- ハイパープロジェクション演劇「ハイキュー!!」 - 嶋田誠 役[2]
  - 「ハイキュー!!」“はじまりの巨人”（4月28日 - 6月8日、日本青年館ホール 他）[11][12]
  - 「ハイキュー!!」“最強の場所（チーム）”（10月20日 - 12月16日、TOKYO DOME CITY HALL 他）[13][14]

#### 2019年
- スチールシネマ朗読劇「最果てリストランテ」（1月10日 - 11日、浜離宮朝日ホール）
- SINGULAR－シンギュラ－ - キドニー役（2月14日 - 17日、全労済ホール スペース・ゼロ）
- The Great Gatsby In Tokyo - ニック・キャラウェイ役（3月13日 - 17日、DDD AOYAMA CROSS THEATER）
- 殉血のサルコファガス - Mチーム-ルミナ役（5月15日 - 20日、新宿シアターモリエール）

#### 2020年
- 座・高円寺レパートリー男たちの中で～In the Company of Men～ - バートレイ役(10月17日 - 25日、座・高円寺1)

- SEPT Vol.9 Reanimation - 莉央役(12月9日 - 13日、こくみん共済coopホール/スペース・ゼロ)

#### 2021年
- SEPT Vol.10 Reanimation ReUnion|ReVise - 莉央役(5月21日 - 30日、こくみん共済coopホール/スペース・ゼロ)
- 座・高円寺レパートリー男たちの中で～In the Company of Men～ - バートレイ役(10月22日 - 31日、座・高円寺1)

#### 2022年
- シーボルト父子伝〜蒼い目のサムライ〜2022 - 大隈重信役(8月10日 - 14日、築地本願寺ブディストホール)
- シーボルト父子伝〜蒼い目のサムライ〜2022 長崎公演- 大隈重信役(9月16日、長崎市民会館文化ホール
- love&rock⭐︎show 月の裏側で〜新月〜 - エリック・アンダーソン役(11月23日 - 27日、六行会ホール)

#### 2023年
- FATALISM ≠ Re:Another story - 2月18日 - 21日、こくみん共済coopホール/スペース・ゼロ)
- CHICACO2023 - 相葉翔太役(4月21日 - 30日、中目黒キンケロ•シアター)
- CHICACO2023 - 相葉翔太役(5月4日 - 7日、ラゾーナ川崎プラザソル)
- love&rock⭐︎show 果てしない海の向こうへ - 大和とまや役(11月22日 - 26日、六行会ホール)

#### 2024年
- ミュージカル座「命日オプション」- マツオ役（5月9日 - 12日、六行会ホール）[15]
- love&rock☆show「The LIVE」(10月2日、恵比寿CreAto)

#### 2025年
- love&rock☆show「The LIVE」No.II（5月29日〈予定〉、恵比寿CreAto）[16]

### 音楽
- BUCKS FIRST LIVE〜at X'mas〜（2016年12）月16日、CHELSEA HOTEL）
- BUCKS 2ND LIVE~at summer time~（2017年6月11日、渋谷WWW）
- BUCKS 3RD LIVE〜at new year〜（2018年1月27日、CHELSEA HOTEL）
- BUCKS THE RELEASE PARTY（2018年7月7日、SOUNDE MUSEUM VISION）
- BUCKS THE AFTER PARTY 2DAYS（2018年9月8日 - 9日、渋谷LUSH）
- BUCKS NEW YEAR PARTY 2019 ～LAST OF HEISEI～（2019年1月19日、渋谷WWW）
- BUCKS LAST OF HEISEI ～After Party～ ～塩田康平誕生日会～（2019年3月31日、Live&Pub Shibuya gee-ge.）
- BUCKS 男気NIGHT〜BUCKS vs ハキビス・コロナ連合軍〜(2020年8月10日、中目黒BEST TV 配信スタジオ)
- BUCKS〜AT BIRTHDAY〜(2022年8月6日、Live&Pub Shibuya gee-ge.)
- BUCKS〜Acostic Day Live〜(2022年11月5日、Live&Pub Shibuya gee-ge.)
- BUCKS〜ROCK NIGHT〜(2022年11月5日、Live&Pub Shibuya gee-ge.)
- BUCKS〜色々解禁祭〜(2023年9月2日、Live&Pub Shibuya gee-ge.)
- BUCKS 〜NEW YEAR NIGHT〜(2024年1月20日、Live&Pub Shibuya gee-ge.)
- BUCKS Release & Kouhei Shiota Birthday Party Tour 〜THE BIRTHDAY〜(2024年3月31日、渋谷GUILTY4月6日、放送芸術専門学校ドリームホール)
- BUCKSCAPE〜YAMAGUCHI KENT BIRTHDAY PARTY〜(2024年10月26日、渋谷GULTY)
- AFTER PARTY〜BUCKSCAPE〜KENT YAMAGUCHI BIRTHDAY PARTY〜(2024年10月31日、MusicBar Magari)
- BUCKSWAG〜Kouhei Shiota Birthday Party〜(2025年3月20日、渋谷GULTY)
- BUCKSCAPE2025〜KENT YAMAGUCHI BIRTHDAY PARTY〜(2025年10月12日、〈予定〉SHIBUYA CYCLONE)